# Collegio uninominale Lazio 1 - 01 (2020)
Il collegio elettorale uninominale Lazio 1 - 01 è un collegio elettorale uninominale della Repubblica Italiana per l'elezione della Camera dei deputati.

## Territorio
Come previsto dalla legge n. 51 del 27 maggio 2019, il collegio è stato definito tramite decreto legislativo all'interno della circoscrizione Lazio 1.
È formato da parte del territorio del comune di Roma: il Municipio Roma I (Centro), il Municipio Roma II (Parioli-Nomentano-San Lorenzo) e le zone urbanistiche Garbatella, Ostiense e Valco San Paolo, appartenenti al Municipio Roma VIII (Appia Antica).
Il collegio è parte del collegio plurinominale Lazio 1 - 01.

## Eletti
| Elezione | Elezione | Deputato    | Partito             |
| -------- | -------- | ----------- | ------------------- |
|          | 2022     | Paolo Ciani | Democrazia Solidale |

## Dati elettorali

### XIX legislatura
Come previsto dalla legge elettorale, 147 deputati sono eletti con sistema a maggioranza relativa in altrettanti collegi uninominali a turno unico.
| Candidati                                 | Candidati              | Voti    | %     | Liste                                 | Voti    | %     |
| ----------------------------------------- | ---------------------- | ------- | ----- | ------------------------------------- | ------- | ----- |
|                                           | Paolo Ciani ✔️ Eletto  | 74 391  | 38,54 | Partito Democratico-IDP               | 51 899  | 26,89 |
| Alleanza Verdi e Sinistra                 | Paolo Ciani ✔️ Eletto  | 74 391  | 38,54 | 11 507                                | 5,96    |       |
| +Europa                                   | Paolo Ciani ✔️ Eletto  | 74 391  | 38,54 | 10 011                                | 5,19    |       |
| Impegno Civico - Centro Democratico       | Paolo Ciani ✔️ Eletto  | 74 391  | 38,54 | 974                                   | 0,50    |       |
|                                           | Maria Spena            | 59 260  | 30,70 | Fratelli d'Italia                     | 44 213  | 22,91 |
| Forza Italia                              | Maria Spena            | 59 260  | 30,70 | 7 410                                 | 3,84    |       |
| Lega per Salvini Premier                  | Maria Spena            | 59 260  | 30,70 | 6 033                                 | 3,13    |       |
| Noi moderati/Lupi - Toti - Brugnaro - UDC | Maria Spena            | 59 260  | 30,70 | 1 604                                 | 0,83    |       |
|                                           | Elena Bonetti          | 32 256  | 16,71 | Azione - Italia Viva - Calenda        | 32 256  | 16,71 |
|                                           | Livio De Santoli       | 17 398  | 9,01  | Movimento 5 Stelle                    | 17 398  | 9,01  |
|                                           | Elisabetta Canitano    | 4 335   | 2,25  | Unione Popolare                       | 4 335   | 2,25  |
|                                           | Giovanni Frajese       | 2 175   | 1,13  | Italexit                              | 2 175   | 1,13  |
|                                           | Fabio Massimo Vernillo | 2 079   | 1,08  | Italia Sovrana e Popolare             | 2 079   | 1,08  |
|                                           | Maria Carsana          | 721     | 0,37  | Vita                                  | 721     | 0,37  |
|                                           | Simone Di Stefano      | 263     | 0,14  | Alternativa per l'Italia (PdF - Exit) | 263     | 0,14  |
|                                           | Giuseppe Cirillo       | 127     | 0,07  | Partito della Follia Creativa         | 127     | 0,07  |
| Totale                                    | Totale                 | 193 005 | 100   |                                       | 193 005 | 100   |
|                                           |                        |         |       |                                       |         |       |
| Schede bianche                            | Schede bianche         | 1 245   | 0,63  |                                       |         |       |
| Schede nulle                              | Schede nulle           | 2 256   | 1,15  |                                       |         |       |
| Votanti                                   | Votanti                | 196 506 | 70,51 |                                       |         |       |
| Elettori                                  | Elettori               | 278 695 |       |                                       |         |       |